# Scottish Division One 1914-1915
La Scottish Division One 1914-1915 è stata la 25ª edizione della massima serie del campionato scozzese di calcio, disputato tra il 15 agosto 1914 e il 27 aprile 1915 e concluso con la vittoria dei Celtic al loro dodicesimo titolo, il secondo consecutivo.
Capocannonieri del torneo sono stati Thomas Gracie (Hearts) e James Richardson (Ayr Utd) con 29 reti ciascuno.

## Stagione
Parteciparono al campionato le stesse squadre della precedente stagione.
Il Celtic conquistò il titolo alla penultima partita vincendo 0-4 contro il Third Lanark e distanziando definitivamente gli Hearts, che furono sconfitti dal St. Mirren (1-0).

## Classifica finale
Fonte:
|  | Pos. | Squadra             | Pt | G  | V  | N  | P  | GF | GS |
|  | ---- | ------------------- | -- | -- | -- | -- | -- | -- | -- |
|  | 1.   | Celtic              | 65 | 38 | 30 | 5  | 3  | 91 | 25 |
|  | 2.   | Hearts              | 61 | 38 | 27 | 7  | 4  | 83 | 32 |
|  | 3.   | Rangers             | 50 | 38 | 23 | 4  | 11 | 74 | 47 |
|  | 4.   | Morton              | 48 | 38 | 18 | 12 | 8  | 74 | 48 |
|  | 5.   | Ayr Utd             | 48 | 38 | 20 | 8  | 10 | 55 | 40 |
|  | 6.   | Falkirk             | 39 | 38 | 16 | 7  | 15 | 48 | 48 |
|  | 7.   | Hamilton Academical | 38 | 38 | 16 | 6  | 16 | 60 | 55 |
|  | 7.   | Partick Thistle     | 38 | 38 | 15 | 8  | 15 | 56 | 58 |
|  | 9.   | St. Mirren          | 36 | 38 | 14 | 8  | 16 | 56 | 65 |
|  | 10.  | Airdrieonians       | 35 | 38 | 14 | 7  | 17 | 54 | 60 |
|  | 10.  | Hibernian           | 35 | 38 | 12 | 11 | 15 | 59 | 66 |
|  | 12.  | Kilmarnock          | 34 | 38 | 15 | 4  | 19 | 55 | 59 |
|  | 12.  | Dumbarton           | 34 | 38 | 13 | 8  | 17 | 51 | 66 |
|  | 14.  | Aberdeen            | 33 | 38 | 11 | 11 | 16 | 39 | 52 |
|  | 14.  | Dundee              | 33 | 38 | 12 | 9  | 17 | 43 | 61 |
|  | 16.  | Third Lanark        | 32 | 38 | 10 | 12 | 16 | 51 | 57 |
|  | 17.  | Clyde               | 30 | 38 | 12 | 6  | 20 | 44 | 59 |
|  | 18.  | Motherwell          | 30 | 38 | 10 | 10 | 18 | 49 | 66 |
|  | 19.  | Raith Rovers        | 28 | 38 | 9  | 10 | 19 | 53 | 68 |
|  | 20.  | Queen's Park        | 13 | 38 | 4  | 5  | 29 | 27 | 90 |

Legenda:
      Campione di Scozia.
Regolamento:
Due punti a vittoria, uno a pareggio, zero a sconfitta.
Vigeva il pari merito. In caso di arrivo a pari punti per l'assegnazione del titolo era previsto uno spareggio.